# Kolarstwo na Letnich Igrzyskach Olimpijskich 2008 – sprint drużynowy mężczyzn
Sprint drużynowy mężczyzn podczas Letnich Igrzysk Olimpijskich 2008 rozegrany został 15 sierpnia na  torze Laosham Welodrom.

## Terminarz
Czas w Pekinie (UTC+08:00)
| Data             | Godzina |                |
| ---------------- | ------- | -------------- |
| 15 sierpnia 2008 | 16:30   | Eliminacje     |
| 15 sierpnia 2008 | 17:45   | Pierwsza runda |
| 15 sierpnia 2008 | 18:40   | Finały         |

## Wyniki

### Eliminacje
Osiem najszybszych drużyn awansowała do pierwszej rundy.  
| Pozycja | Państwo           | Zawodnicy                                                      | Wynik  | Uwagi |
| ------- | ----------------- | -------------------------------------------------------------- | ------ | ----- |
| 1.      | Wielka Brytania   | Chris Hoy Jason Kenny Jamie Staff                              | 42,950 | Q     |
| 2.      | Francja           | Grégory Baugé Kévin Sireau Arnaud Tournant                     | 43,541 | Q     |
| 3.      | Niemcy            | René Enders Maximilian Levy Stefan Nimke                       | 44,197 | Q     |
| 4.      | Holandia          | Theo Bos Teun Mulder Tim Veldt                                 | 44,213 | Q     |
| 5.      | Australia         | Dan Ellis Mark French Shane Kelly                              | 44,335 | Q     |
| 6.      | Japonia           | Kiyofumi Nagai Tomohiro Nagatsuka Kazunari Watanabe            | 44,454 | Q     |
| 7.      | Malezja           | Azizulhasni Awang Josiah Ng Mohd Rizal Tisin                   | 44,725 | Q     |
| 8.      | Stany Zjednoczone | Michael Blatchford Adam Duvendeck Giddeon Massie               | 45,346 | Q     |
| 9.      | Chiny             | Feng Yong Li Wenhao Zhang Lei                                  | 45,556 |       |
| 10.     | Grecja            | Athanasios Mantzouranis Vasileios Reppas Panagiotis Voukelatos | 45,645 |       |
| 11.     | Czechy            | Tomáš Bábek Adam Ptáčník Denis Špička                          | 45,678 |       |
| 12.     | Rosja             | Siergiej Połynskij Dienis Dmitrijew] Siergiej Kuczerow         | 45,964 |       |
| 13.     | Polska            | Maciej Bielecki Kamil Kuczyński Łukasz Kwiatkowski             | REL    |       |

### Pierwsza runda
W pierwszej rundzie podział na poszczególne wyścigi odbył się na podstawie kwalifikacji i odbył się według zasady:

Wyścig 1 : 4 drużyna kwalifikacji z 5 drużyną kwalifikacji

Wyścig 2 : 3 drużyna kwalifikacji z 6 drużyną kwalifikacji

Wyścig 3 : 2 drużyna kwalifikacji z 7 drużyną kwalifikacji

Wyścig 4 : 1 drużyna kwalifikacji z 8 drużyną kwalifikacji
Zwycięzcy wyścigów zgodnie z osiągniętymi czasami awansowali do wyścigów o medale (dwaj pierwsi o złoty medal dwaj pozostali o medal brązowy). Pozostałe drużyny zostały sklasyfikowane na podstawie uzyskanych czasów.
| Pozycja | Wyścig | Kraj              | Zawodnik                                            | Wynik  | Uwagi |
| ------- | ------ | ----------------- | --------------------------------------------------- | ------ | ----- |
| 1.      | 4      | Wielka Brytania   | Chris Hoy Jason Kenny Jamie Staff                   | 43,034 | Q     |
| 2.      | 3      | Francja           | Grégory Baugé Kévin Sireau Arnaud Tournant          | 43,656 | Q     |
| 3.      | 2      | Niemcy            | René Enders Maximilian Levy Stefan Nimke            | 43,699 | Q     |
| 4.      | 1      | Australia         | Dan Ellis Mark French Shane Kelly                   | 44,090 | Q     |
| 5.      | 1      | Holandia          | Theo Bos Teun Mulder Tim Veldt                      | 44,212 |       |
| 6.      | 2      | Japonia           | Kiyofumi Nagai Tomohiro Nagatsuka Kazunari Watanabe | 44,437 |       |
| 7.      | 3      | Malezja           | Azizulhasni Awang Josiah Ng Mohd Rizal Tisin        | 44,822 |       |
| 8.      | 4      | Stany Zjednoczone | Michael Blatchford Adam Duvendeck Giddeon Massie    |        |       |

## Finały

### Runda medalowa
| Wyścig          | Kraj            | Zawodnik                                   | Czas   | Pozycja |
| --------------- | --------------- | ------------------------------------------ | ------ | ------- |
| o złoty medal   | Wielka Brytania | Chris Hoy Jason Kenny Jamie Staff          | 43,128 | złoto   |
| o złoty medal   | Francja         | Grégory Baugé Kévin Sireau Arnaud Tournant | 43,651 | srebro  |
| o brązowy medal | Niemcy          | René Enders Maximilian Levy Stefan Nimke   | 44,014 | brąz    |
| o brązowy medal | Australia       | Dan Ellis Mark French Shane Kelly          | 44,022 | 4.      |